# Vollmaringen

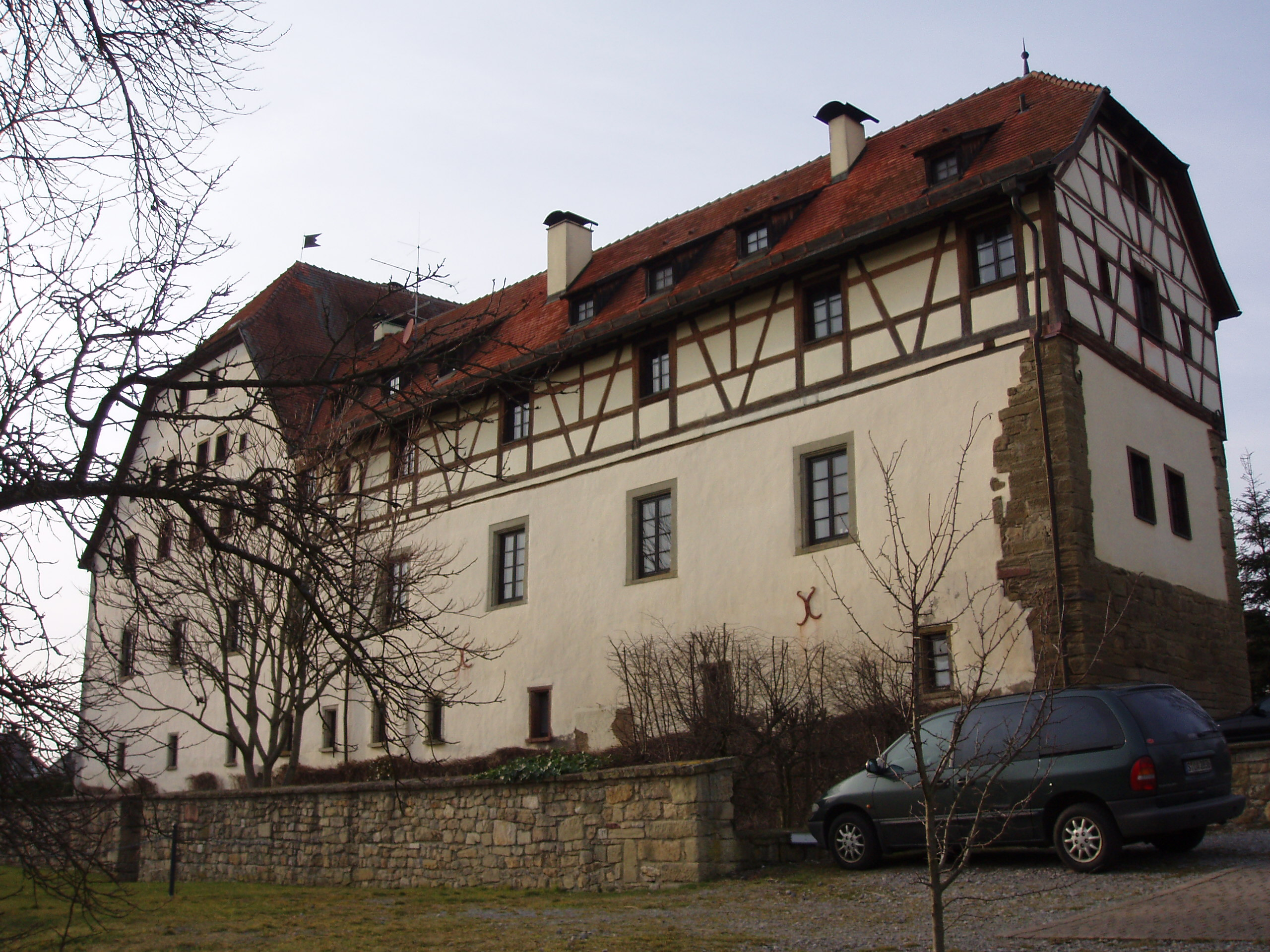
Schloss Vollmaringen

Vollmaringen ist mit mehr als 1790 Einwohnern der zweitgrößte Stadtteil von Nagold in Baden-Württemberg. Der Ort wurde 1287 erstmals urkundlich erwähnt. Vollmaringen ist ein katholisch geprägtes Dorf. Mit der Verwaltungsreform wurde Vollmaringen am 1. Dezember 1971 nach Nagold eingemeindet. Seit Juli 2009 ist Daniel Steinrode (SPD) Ortsvorsteher von Vollmaringen.

## Geografie
Vollmaringen liegt sieben Kilometer entfernt von der Autobahn A 81, Stuttgart-Singen und bildet heute mit seinen 1642 Einwohnern den zweitgrößten Stadtteil Nagolds. Vollmaringen erstreckt sich über insgesamt 651 Hektar. Der Ort liegt administrativ betrachtet in der Mitte Baden-Württembergs, denn hier grenzen drei der insgesamt vier Regierungsbezirke aneinander. Darüber hinaus treffen vier Landkreise an der Vollmaringer Gemarkung zusammen.
Geologisch betrachtet befindet sich die Gemeinde Vollmaringen auf einer Muschelkalkschicht. Der Muschelkalk, bestehend aus dem Trigonodus Kalk und dem Nodosus Kalk, sind 200 Millionen Jahre alte Ablagerungen des Muschelkalkmeeres und damit Teil des Germanischen Trias. Somit ist die Entstehung der mittleren Erdgeschichte, dem Mesozoikum, zuzuordnen. Auf der Muschelkalkschicht liegt eine bis zu 10 m starke Keuperschicht. Diese „untere Keuperschicht“ ist auch als Lettenkohle oder Lettenschicht bekannt und enthält auf der Markung Vollmaringen neben Dolomit- und Sandsteinvorkommen auch tonige und damit wasserstauende Böden. Diese Böden sorgen für ein örtliches Auftreten von Quellen und bilden daher ein fruchtbares Nutzland. Demnach ist die Gemeinde Vollmaringen von sehr viel Ackerland umrahmt mit nur wenigen Wald- und Wiesenflächen. Die benannten Waldflächen, im Westen und Südwesten der Markung liegend, sind Ausläuferzungen des angrenzenden Nordschwarzwaldes. Die oberste und damit sichtbare Schicht bildet eine verhältnismäßig dünne Lösslehmschicht. Ihr Vorkommen ist ein Resultat einer angewehten Ablagerungsschicht kalkhaltiger Sandsteine aus eiszeitlichem Frostschuttboden des Schwarzwaldes.

## Religion
Die katholische Kirche St. Georg mit ihrem markanten, über 50 m hohen Kirchturm, das Vollmaringer Schloss sowie die Londorfer Kapelle auf dem Friedhof stellen die drei Wahrzeichen Vollmaringens dar. Insgesamt drei Kirchengemeinden sind in Vollmaringen beheimatet: die katholische Kirchengemeinde St. Georg, die Evangelische Bonhoeffer-Kirchengemeinde Vollmaringen sowie die Neuapostolische Kirche Nagold-Vollmaringen.

## Infrastruktur
Die katholische Kirchengemeinde St. Georg betreibt den Friedhof sowie den Kindergarten St. Josef, in dem auch Kleinkindbetreuung angeboten wird. Am Ort besteht die Grundschule Vollmaringen. Neben der Gemeindehalle und zwei Sportplätzen gibt es in Vollmaringen zwei Kinderspielplätze, einen Jugendraum, der von aktiven Jugendlichen selbstverwaltet wird, und einen Dorfgemeinschaftsraum, der auch für private Feste genutzt werden kann.

## Geschichte
Erste Spuren bandkeramischer Besiedlung der Gemarkung Vollmaringen sind etwa 7000 Jahre alt.
Spätere Spuren stammen von den Kelten von etwa 450 v. Chr. bis um Christi Geburt.
Im letzten Drittel des ersten Jahrhunderts bis etwa zum Jahr 260 beherrschten die Römer die Gegend, bis sie von den Alamannen vertrieben wurden. Aus dieser Zeit wurden Reste eines römischen Gutshofs entdeckt.
Die Spuren der Alamannen in Vollmaringen beschränken sich auf einige Gräber, die man durch die Grabbeigaben zuordnen konnte. Wie viele Orte mit der Endung „-ingen“ ist Vollmaringen als Gemeinde wohl ursprünglich von den Alamannen gegründet worden. Sein Namensgeber dürfte ein Alamanne mit dem Namen Volkmar gewesen sein, der mit seinen „Volkmaringe“ – wie man damals die Gefolgsleute in Anlehnung an den Namen ihres Anführers nannte – das Gelände der heutigen Gemarkung Vollmaringen in Besitz nahm. Dieser Vorgang lässt sich nicht datieren und für weitere Jahrhunderte gibt es keine schriftliche Überlieferung.
Das 1287 erstmals erwähnte Vollmaringen gehörte zum Einzugsbereich der Grafen von Hohenberg und war somit später ein loser Bestandteil von Vorderösterreich im Bereich der Hausmacht der Habsburger. Aus diesem Grund war Vollmaringen stets ein katholisch geprägter Ort und wurde nie reformiert.

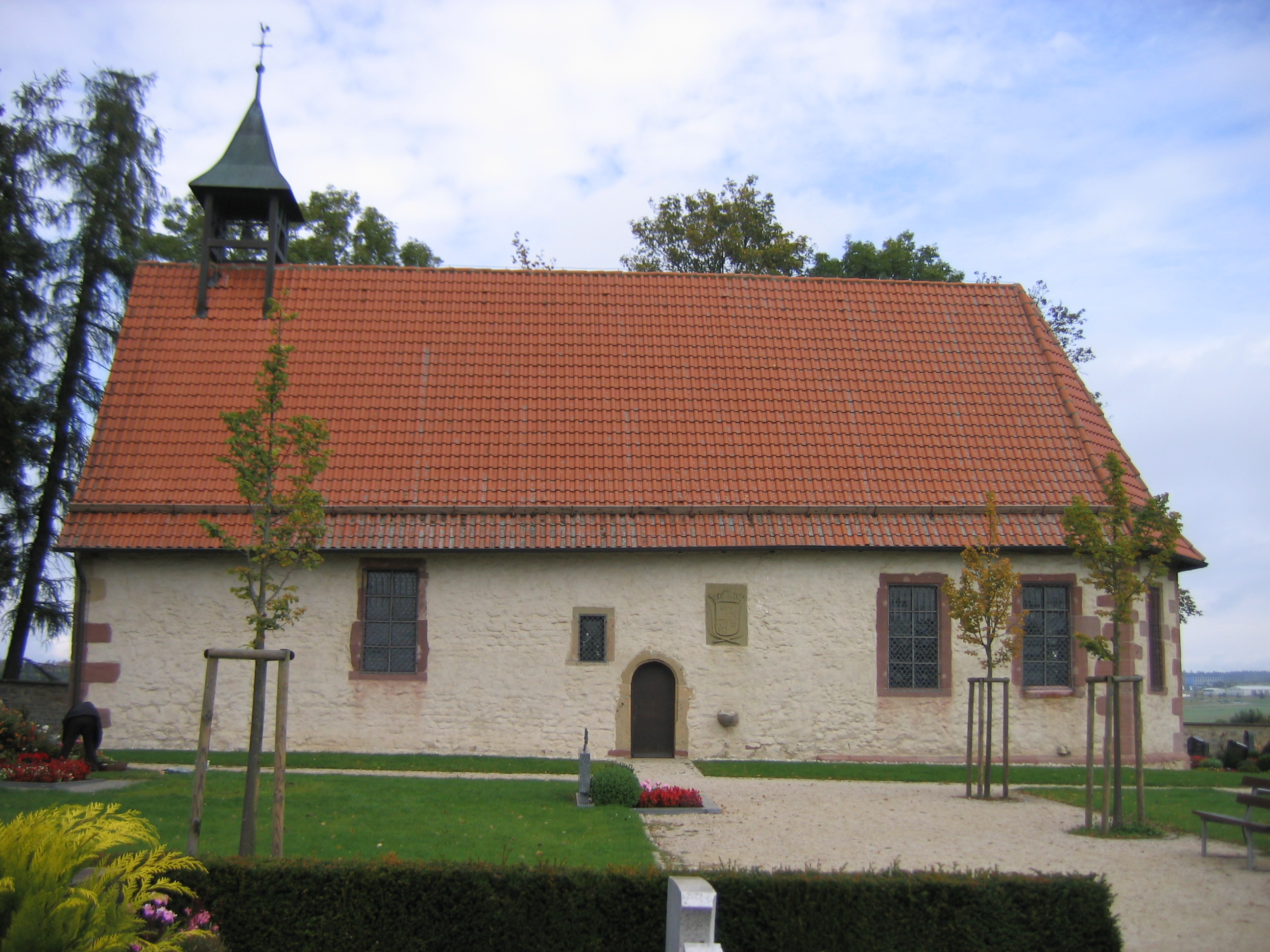
Londorfer Kapelle

Geschichtlich interessant ist die nördlich von Vollmaringen gelegene Londorfer Kapelle.
Die Ortschaft war über die Jahrhunderte hinweg reichsritterschaftlich und damit ein eigenständiges Territorium. Die Herrschaften von Vollmaringen wechselten häufig. So unterstand Vollmaringen den Herren von Dettlingen (1317–1454), derer von Gültlingen (1454–1536/45), von Neuhausen (1545–1630/35), Otto von Ow (1631/35 – 1656), Jacob Rudolf Streit von Immendingen (1657–1690), dem Grafen Dionys von Rost (1690–1762/73) und schließlich dem Hause Hornstein und Waldburg-Zeil (1773–1805). Aus dieser Zeit stammt auch die Mauer um Vollmaringen und Londorf, welche den Staat nach außen schützen sollte.
Vor dem Dreißigjährigen Krieg (1628) lebten in Vollmaringen und der Nachbargemeinde Göttelfingen 46 Untertanen, nach dem Krieg im Jahre 1649 nur noch 21 Bürger und drei Witwen.
Erst im Jahre 1805, nach dem Reichsdeputationshauptschluss, wurde Vollmaringen dem Kurfürstentum Württemberg angeschlossen. Auf Grund der Kapitulation der österreichischen Armee vor Napoleon nach der Schlacht bei Ulm ließ Kurfürst Friedrich von Württemberg durch Dekret vom 19. November 1805 alle ritterschaftlichen Besitzungen, die in und an seinem Lande lagen, in Besitz nehmen. Dies galt auch für Vollmaringen. Im Zuge der Neugliederung des 1806 gegründeten Königreichs Württemberg wurde Vollmaringen dem Oberamt Horb zugeordnet. Bei der Kreisreform während der NS-Zeit in Württemberg gelangte Vollmaringen 1938 zum Landkreis Horb.
Der Zweite Weltkrieg forderte 49 Kriegsopfer. Die Kirchenglocken wurden eingeschmolzen. Ab 1943 wurden insgesamt 98 Evakuierte aus den zerstörten Großstädten des Reiches aufgenommen. Am 17. April 1945 wurde der Ort kampflos den mit der 1. Armee vorrückenden Franzosen übergeben, so dass eine Beschießung unterblieb, und der Ort sein historisches Gesicht bewahren konnte. Vollmaringen fiel in die Französische Besatzungszone und kam somit zum neu gegründeten Land Württemberg-Hohenzollern, welches 1952 als Regierungsbezirk Südwürttemberg-Hohenzollern im Land Baden-Württemberg aufging.
Am 15. September 1946 erfolgte die erste demokratische Bürgermeister- und Gemeinderatswahl im Ort. Kanalisationsarbeiten, Wasserleitungsarbeiten und sonstige Baumaßnahmen wie Erweiterung von Wald- und Feldwegen wurden durchgeführt. Am 23. November 1953 bekam die Gemeinde Vollmaringen vom Innenministerium Baden-Württemberg das Ortswappen verliehen.
Zum 1. Januar 1973 fand in Baden-Württemberg eine große Kreisreform statt, in der die 65 Landkreise des Bundeslandes zum Teil aufgehoben oder neu gegliedert wurden zu letztendlich 35 Landkreisen wie sie heute noch Bestand haben. Schon drei Jahre zuvor begann die freiwillige Gemeindereform, in der es möglich war, Gemeindezusammenschlüsse sowie Umgliederungen über Kreisgrenzen hinweg durchzuführen.
Vollmaringen wurde am 1. Dezember 1971 mit einer Zustimmung von 88 % der örtlichen Bürger als Stadtteil in die Stadt Nagold eingemeindet. Damit änderte sich auch die Zugehörigkeit Vollmaringens von dem zwei Jahre später aufgelösten Landkreis Horb am Neckar im Jahre 1973 zum heutigen Landkreis Calw. Dies hatte zur Folge, dass die Entfernung von 30 km zum bisherigen zuständigen Regierungspräsidium Tübingen sich auf das heutige weit entfernte Karlsruhe änderte.
Seit der Eingemeindung in die Stadt Nagold veränderte sich das Ortsbild der Gemeinde. Es erfolgten Erschließungen des Wohngebietes „In der Heide“ im Nordwesten der Gemeinde Ende der 1970er sowie der „Röte“ im Süden Ende der 1980er Jahre.
Der Ort entwickelte sich vom landwirtschaftlichen Dorf zu einem Wohndorf, in dem die Einwohner zunehmend in den Firmen und Großkonzernen im Ballungsraum Böblingen-Stuttgart Arbeit fanden. Die örtliche Bevölkerungszahl stieg von 905 Einwohnern im Jahre 1971 um rund 500 Einwohner bis auf 1434 im Jahre 1986.
Auch innerörtliche Projekte zur Dorferneuerung wie die Renovierung und Ausbau der örtlichen Grundschule bis zum Jahre 1988 wurden vorangetrieben, der Bau einer Mehrzweckhalle mit Sanitärtrakt im Jahre 1983 für die örtlichen Vereine vollzogen sowie die Ausbauten der Kreisstraßen inklusive Gehwegerstellung im Ort in der Göttelfinger Straße, der Gündringer Straße und der Schloßstraße sowie der Schönbuchstraße.
Vollmaringen selbst verfügt über eine Rathausgeschäftsstelle am Ort. Mit Hilfe der Ortskernsanierung wurde der Kirchplatz sowie die Baisinger Straße neu gestaltet.
Der Ort feierte im Jahr 1987 seine 700-Jahr-Feier.

## Vereine
Der SV Vollmaringen 1926 e. V. spricht als zweitgrößter Nagolder Sportverein verschiedene Zielgruppen an. Er besteht aus der Fußballabteilung, der Breitensportabteilung sowie der Skiabteilung. Im Jahre 1926 im Gasthaus Engel als reiner Fußballverein gegründet trägt er seit Ende des Zweiten Weltkrieges die Vereinsfarben Rot und Weiß. Bis ins Jahr 1972 trug der Sportverein seine Heimspiele auf dem Sportplatz in der Hochdorfer Straße aus und als Vereinslokal diente das Gasthaus Linde, heute finden die Heimspiele auf dem Sportplatz am Lachenwiesenweg statt, Sportheim und Sanitärtrakt sind gegeben.
Der Musikverein „Frohsinn“ Vollmaringen, gegründet im Jahre 1911, zeichnet sich durch eine aktive Jugendarbeit und ein ebenso großes wie erfolgreiches Orchester, den „Vollmaringer Musikanten“, aus. Neben musikalischen Höhepunkten wie etwa dem Jahreskonzert veranstaltet der Musikverein das mehrtägige, traditionelle Frühlingsfest, das alljährlich um den 1. Mai herum stattfindet.
Der Männergesangverein „Cäcilia“ Vollmaringen von 1875 ist zugleich Kirchenchor der katholischen Kirchengemeinde, daneben gibt es als Kinderchor die „Vollmaringer Lerchen“.
Aufgrund der katholischen Prägung des Ortes spielte die Fasnet schon seit jeher stets eine wichtige Rolle in Vollmaringen. Die größte Narrenzunft Nagolds und des Landkreis’ Calw, die Narrenzunft Vollmaringen 1983 e. V., wurde nach dem Hallenbau 1983 gegründet und besteht aus insgesamt vier Gruppen mit den traditionellen Hästrägern Fruchtmaale, Weiherhexen und Teufel sowie dem Narrenrat. Den Höhepunkt der traditionellen Vollmaringer Fasnet bildet neben den Hallenveranstaltungen der Rathaussturm mit Schlüsselübergabe am Schmotzigen Donnerstag und der große Narrenumzug am Fasnetssamstag.
Der aus dem Hallenförderverein hervorgegangene Verein zur Förderung des Vereins- und Dorflebens in Nagold-Vollmaringen e. V. vereinigt alle Vollmaringer Vereine, Kirchen und Institutionen, verwaltet den Vereinsschuppen sowie die Sporthallenküche und veranstaltet das Vollmaringer Dorffest.
Der NABU Vollmaringen engagiert sich für die Landschaftspflege von Streuobstwiesen und Feuchtbiotopen in und um Vollmaringen wie etwa dem „Lehnd“.
Der Vollmaringer Kriegerverein von 1871 sowie der Radfahrverein Wanderer aus dem Jahre 1912 wurde 1933 aufgelöst.
Die Freiwillige Feuerwehr Abteilung Vollmaringen stellt die zweitgrößte Abteilung mit zurzeit 39 Aktiven in Nagold.

## Feste
Das Frühlingsfest wird jährlich um den 1. Mai vom Musikverein Vollmaringen auf dem Festplatz veranstaltet. Das Vollmaringer Dorffest, getragen von allen Vereinen, findet alle zwei Jahre auf dem Vollmaringer Dorfplatz statt. Die Fasnet, organisiert von der örtlichen Narrenzunft, wird jährlich im ganzen Ort gefeiert.
Im Wechsel mit Gündringen findet die Fronleichnamsprozession am zweiten Donnerstag nach Pfingsten statt, begangen (60. Tag nach dem Ostersonntag) und fällt somit frühestens auf den 21. Mai und spätestens auf den 24. Juni. In Vollmaringen wird nach der Prozession das Gemeindefest im Pfarrgarten gefeiert.

## Persönlichkeiten

### Ehrenbürger
- Joseph Reiter (* 18. März 1849 in Donzdorf; † 20. Juli 1917 in Vollmaringen), Pfarrer und Dekan, erhielt 1894 das Ehrenbürgerrecht der Gemeinde Vollmaringen[3]
- Paul Stiegele (* 1886; † unbekannt), Pfarrer von 1941–1963 in Vollmaringen, erhielt 1963 bei seinem Wegzug aus Vollmaringen das Ehrenbürgerrecht der Gemeinde Vollmaringen[3]

### Söhne und Töchter von Vollmaringen
- Anton Leins (* 27. Mai 1866; † 24. Februar 1925 in Horb am Neckar), deutscher Bildhauer.